# Stilbotulasnella
Stilbotulasnella är ett släkte av svampar. Stilbotulasnella ingår i ordningen Cantharellales, klassen Agaricomycetes, divisionen basidiesvampar och riket svampar.
|                  | Hydnaceae                                       |
|                  |                                                 |
|                  | Clavulinaceae                                   |
|                  |                                                 |
|                  | Botryobasidiaceae                               |
|                  |                                                 |
|                  | Aphelariaceae                                   |
|                  |                                                 |
|                  | Ceratobasidiaceae                               |
|                  |                                                 |
|                  | Cantharellaceae                                 |
|                  |                                                 |
|                  | Tulasnellaceae                                  |
|                  |                                                 |
|                  | Minimedusa                                      |
|                  |                                                 |
|                  | Burgella                                        |
|                  |                                                 |
|                  | Radulochaete                                    |
|                  |                                                 |
|                  | Odontiochaete                                   |
|                  |                                                 |
| Stilbotulasnella | \| \| Stilbotulasnella conidiophora \| \| \| \| |
|                  | \| \| Stilbotulasnella conidiophora \| \| \| \| |
|                  | Stilbotulasnella conidiophora                   |
|                  |                                                 |

|  | Stilbotulasnella conidiophora |
|  |                               |